# Бретон, Эмиль
Эмиль Бретон (фр. Émile Breton; 1831, Курьер, Па-де-Кале — 1902, там же) — французский художник-пейзажист.

## Биография
Родился в 1831 году. Младший брат художника Жюля Бретона. Его племянницей была художница Виржини Демон-Бретон.
Первые уроки живописи получил у брата. С 1861 года начал выставляться в парижском Салоне. Три года подряд, в 1866—1868 годах, награждался медалями. Также был удостоен золотой медали на Всемирной выставке 1889 года в Париже.
В 1878 году награждëн орденом Почëтного легиона.
На Бретона сильно повлияла смерть его единственного сына Луи, произошедшая в 1891 году, вскоре после смерти его жены. В следующем году он решил отказаться от живописи и продал свою мастерскую на аукционе.
Работы Эмиля Бретона хранятся ныне в художественных музеях Арраса, Амстердама, Брюсселя, Дуэ, Гааги, Лилля, Лондона, Парижа и Валансьена.
Среди его самых известных учеников были Адриан Демон и Анри Дюэм.

## Галерея

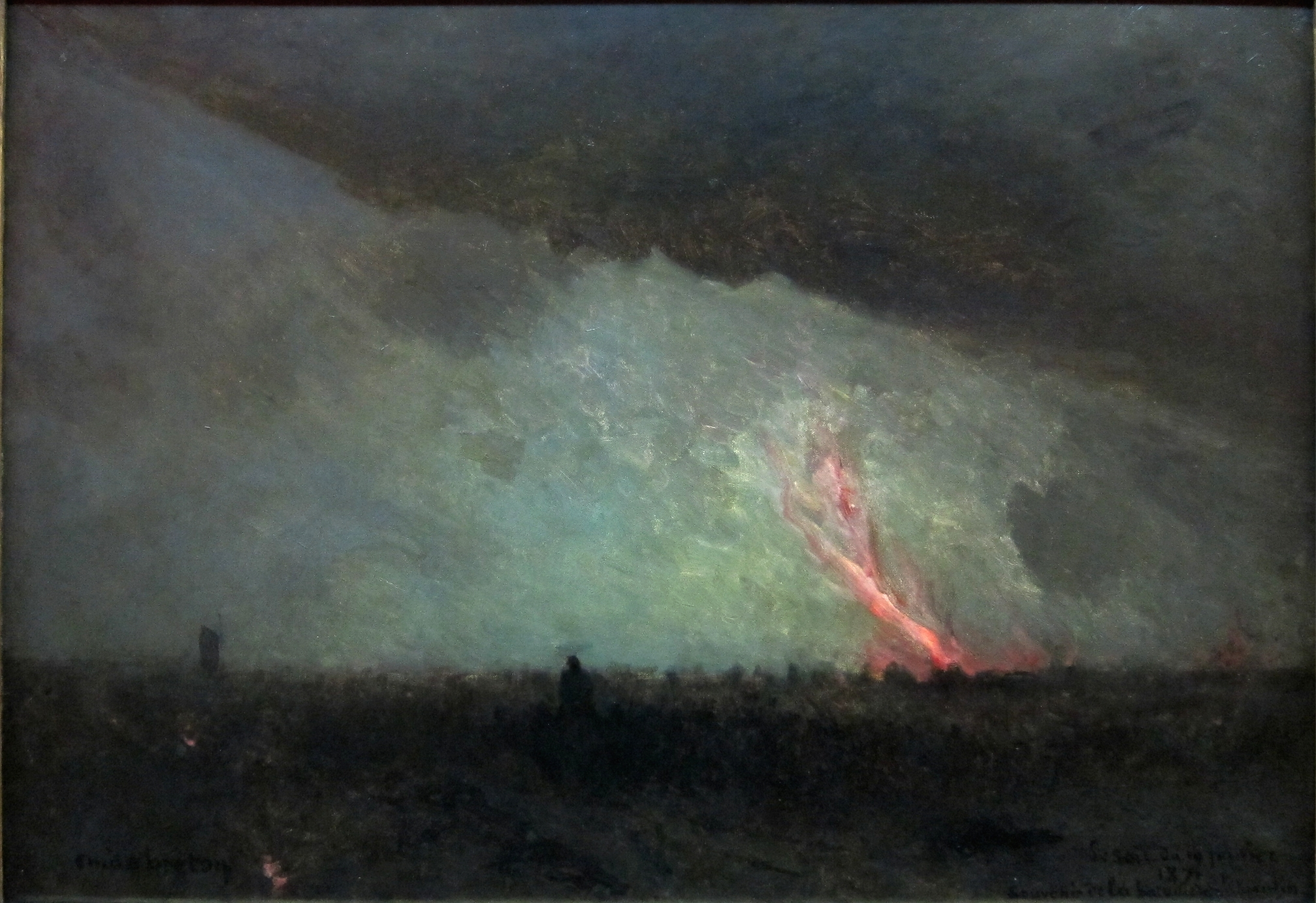
Veiléee après la bataille (1878), Дворец изящных искусств (Лилль)
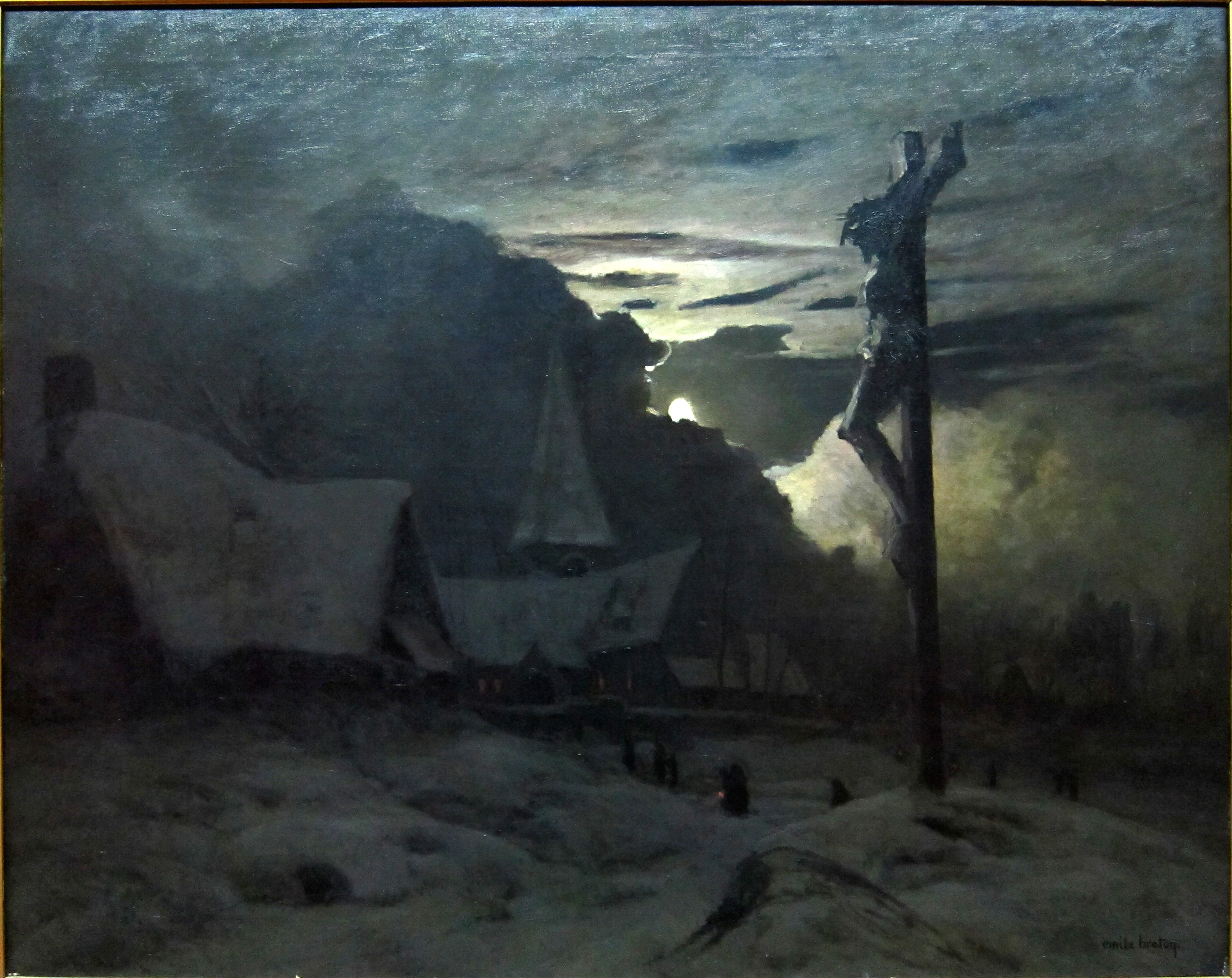
La nuit de Noël (1892), Дворец изящных искусств (Лилль)
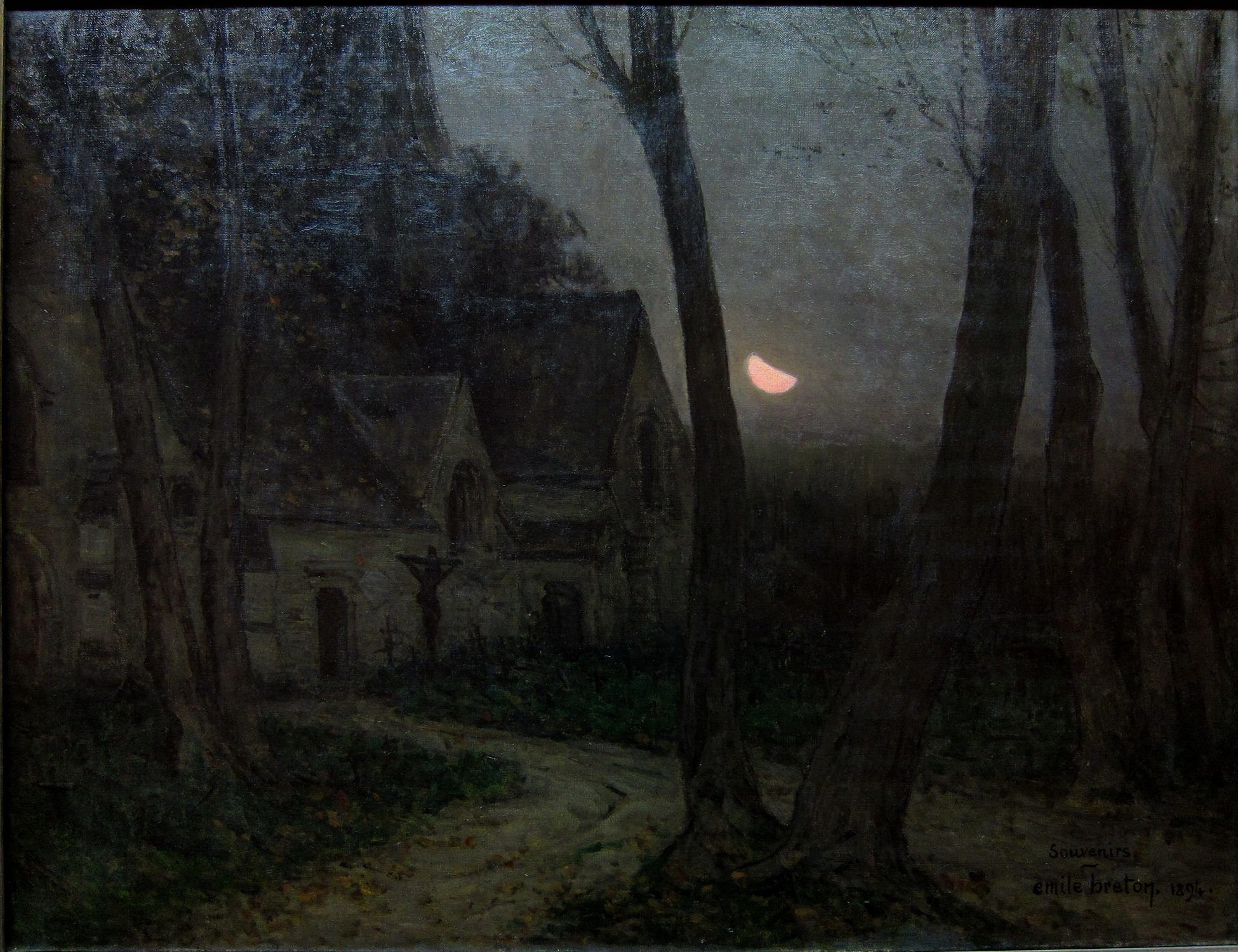
Paysage de nuit (1894), Дворец изящных искусств (Лилль)
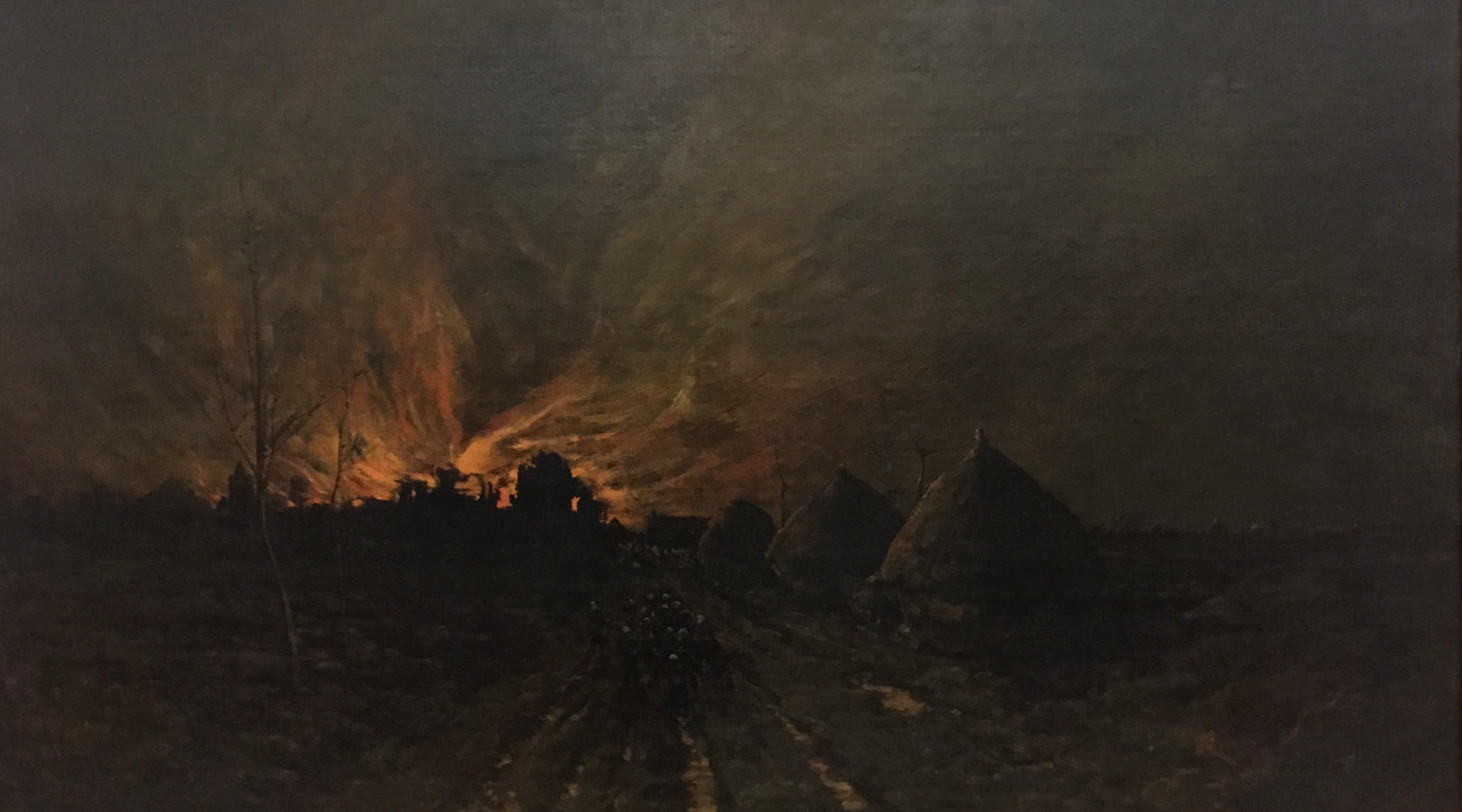
La conflagration